# 210182 Mazzini
210182 Mazzini è un asteroide della fascia principale. Scoperto nel 2006, presenta un'orbita caratterizzata da un semiasse maggiore pari a 3,2383526 au e da un'eccentricità di 0,0087174, inclinata di 13,83285° rispetto all'eclittica.
L'asteroide è dedicato all'eroe del risorgimento italiano Giuseppe Mazzini.